# Arthroleptis spinalis
Arthroleptis spinalis е вид земноводно от семейство Arthroleptidae.

## Разпространение
Видът е разпространен в Демократична република Конго.